# Јоаким
Јоаким је мушко хришћанско, односно библијско име, које потиче из старохебрејске речи ueho-uaqim, што значи „Бог је поставио“. У Библији, ово је име оца Девице Марије (види Свети Јоаким). Овај облик имена се користи у скандинавским земљама и представља варијанту енглеског Joachim.

## Популарност
У Норвешкој је од 1996. до 2008. ово име увек било међу првих деведесет. У Шведској је од 1998. до 2005. увек било међу првих сто, а у Квебеку је 2007. било на 397. месту по популарности.

## Имендан
Имендани се славе у Естонији 29. марта и у Финској и Шведској 20. марта.

## Изведена имена
Од овог имена изведена су имена Аћим и Јаћим.

## У осталим језицима
у осталим језицима:
- баскијски: Jokin
- бугарски: Йоаким
- каталонски: Joaquim, Quim
- дански, фински, норвешки, шведски: Joakim
- холандски: Jochem, Jochen, Joachim
- француски: Joachim
- галицијски: Xaquín
- немачки: Joachim, Jochen, Achim
- грчки: Ιωακείμ
- мађарски: Joachim
- италијански: Gioacchino
- ? Murcian: Iacin, Juaqui, Quino
- португалски: Joaquim (short forms: Jaquim, Quim)
- руски: Хоакин
- српски: Јоаким (Joakim)
- шпански: Joaquín
- валенсијски: Joaquim, Chimo, Ximo